# Telma Santos
Telma Isabel da Silva Santos (Peniche, 1 de Agosto de 1983) é uma jogadora de badmínton portuguesa. Ela representou Portugal nos Jogos Olímpicos de Verão de 2012, realizados em Londres, no Reino Unido.